# Lydia Rubio-Ferrer
Lydia Rubio (La Habana, Cuba, 20 de marzo de 1946) es una artista cubana contemporánea.

## Vida personal
Lydia Rubio nació en La Habana, Cuba (1946). Ha vivido en Italia, y en las ciudades de Boston, Nueva York, Bogotá, Miami y San Juan.

## Trayectoria
Rubio se graduó como arquitecta en la Universidad de la Florida, Gainesville, en 1968. Realizó estudios de diseño en la Università degli Studi, Florencia, en 1969. Obtuvo la Maestría en Arquitectura en la Graduate School of Design de la Universidad de Harvard en 1974.
Su trabajo puede ser encontrado en colecciones privadas y en instituciones como Museum of Fine Arts de la Universidad de Indiana Bloomington, el Santa Barbara Museum of Art, la Universidad de Lehigh, la colección de la Fundación Cintas, el Museum of Art Fort Lauderdale, el Lowe-Art Museum, el Sackner Archive of Concrete Poetry, el Bryn Mawr College, la Universidad del Sur de California, la Universidad de Miami y el Wolfsonian-FIU. Ha realizado obras de arte público de gran formato entre las que se mencionan:
- 2001 All Night Long, We Heard Birds Passing. Encargo del Dade County Art in Public Places. Ubicación: Lobby del Puerto de Miami, terminal 3. Es una instalación multimedial ubicada sobre la pared del ingreso, que comprende escultura, pintura y texto.[9]
- 2009 Puertas y vallas escultóricas de ingreso al Women’s Park Dade County.[10] Encargo del Miami Dade County Art in Public Places y del Departamento de Parques y Recreación. La composición de las tres puertas están basadas en varias palabras que aluden a mujeres, incluyendo "Coraje", "Amor" y "Sabiduría". Los peatones entran al parque a través de las Puertas del Amor donde hay un medallón de porcelana que contiene los versos de la poetisa cubana y ganadora del Premio Cervantes, Dulce María Loinaz.[11]
- 2006- 2010 Esculturas de aluminio en el Aeropuerto Internacional de Raleigh-Durham:
  - Gate of Earth, norte de la terminal 2[12]
  - Gate of Air, sur de la terminal 2[13]

Lydia Rubio ha realizado más de 26 exposiciones individuales y más de 55 muestras grupales, a nivel nacional e internacional.

## Premios y reconocimientos
Ha obtenido varios premios durante su vida:
- Cintas Fellowship (1982)[4][15]
- Estado de Florida Fellowship de Artista Individual en Pintura (1994)[16]
- Pollock Krasner Fellowship (2006)[16]
- Creative Capital Professional Development Fellowship (2010)[16]

Sus trabajos han sido publicados en Magazine of the Americas Society, ARTNews, Indulge Art Basel, The Miami Herald, El Nuevo Herald, Harvard GSD Magazine, Hemispheres Magazine, Southern Accents y Elle Décor.